# Monumento a Juan Pablo II (Oviedo)

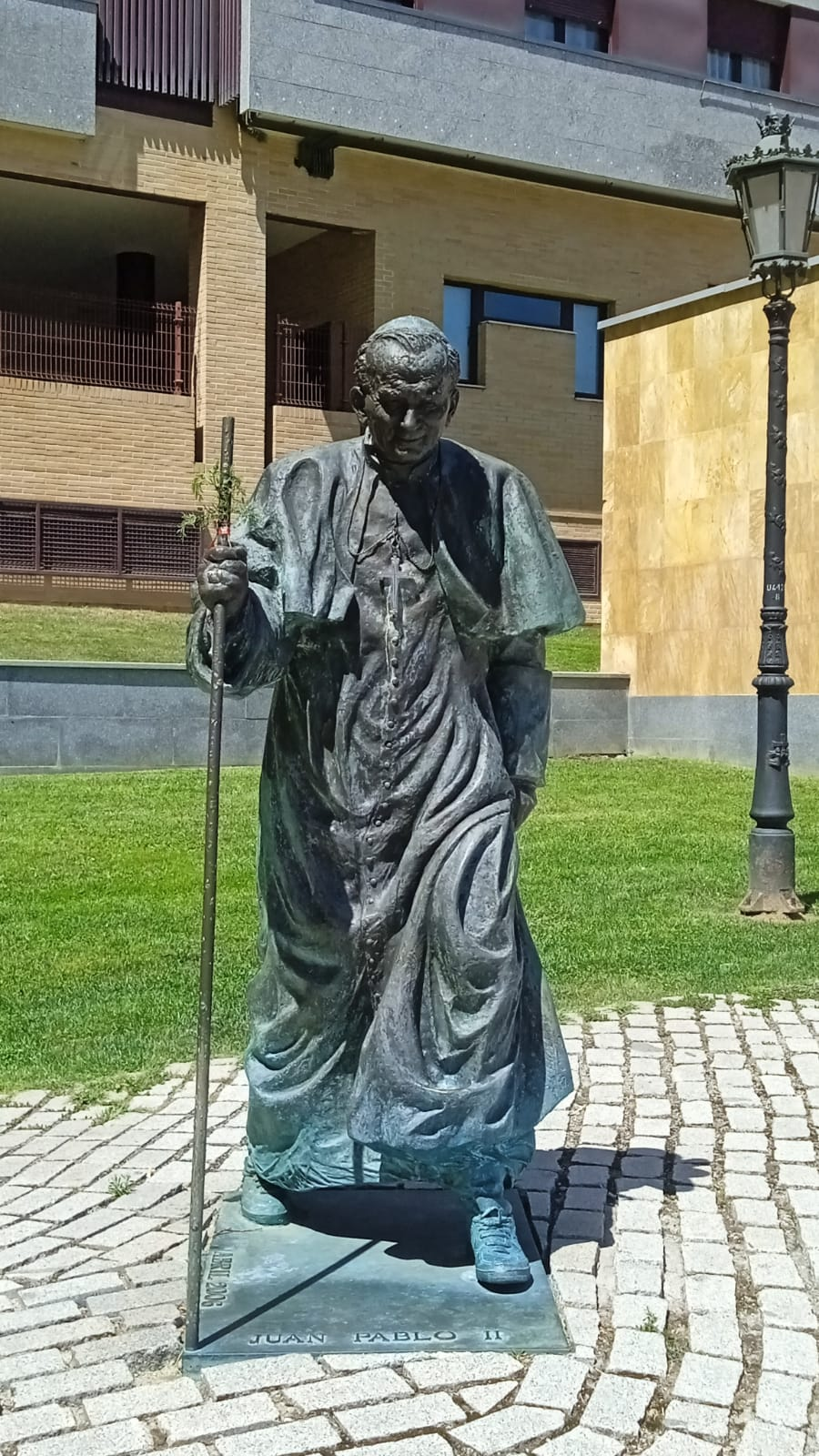
Monumento a Juan Pablo II.

El monumento a Juan Pablo II, ubicado en la plaza Juan Pablo II, en la ciudad de Oviedo, Principado de Asturias, España, es una de las más de un centenar de esculturas urbanas que adornan las calles de la mencionada ciudad española.
El paisaje urbano de esta ciudad se ve adornado por obras escultóricas, generalmente monumentos conmemorativos dedicados a personajes de especial relevancia en un primer momento, y más puramente artísticas desde finales del siglo XX.
La escultura, hecha en bronce marino, es obra de Vicente Menéndez-Santarúa Prendes, y está datada en 2006. Se trata de una figura hiperrealista, situada en la esquina más alejada de la calle Quevedo, estando orientada hacia la torre de la Catedral de Oviedo, que representa Juan Pablo II como un caminante, haciendo referencia al paseo que, durante su visita a Asturias, realizó por los Picos de Europa, paisaje que se representa en la escultura por los adoquines del pavimento. La obra recoge la vitalidad del pontífice, que en la obra está ataviado con un palo a modo de báculo, recuerdo del regalo realizado por un pastor a Karol Wojtyła durante su visita al parque nacional.